# Centropogon crastus
Centropogon crastus là loài thực vật có hoa trong họ Hoa chuông. Loài này được E. Wimm. mô tả khoa học đầu tiên.